# Loxechinus albus
Loxechinus albus es un erizo de mar del filo Echinodermata (este filo comprende más de 6,000 especies, incluyendo las estrellas de mar, pepinos de mar, estrellas quebradizas y los erizos). Se lo conoce como erizo rojo. Se encuentra en Sudamérica.

## Distribución y hábitat
Es abundante en zonas intermareales de aguas frías en las costas de Ecuador, Perú, Chile y Argentina, así como las Islas Malvinas. Se encuentra desde la zona intermareal hasta los 340 metros de profundidad, sobre fondos duros, utilizando sus pies ambulacrales como medio de locomoción y sus espinas como defensa y captura de algas a la deriva que utiliza como alimento. La veda de extracción es entre octubre hasta febrero. Las gónadas del erizo muy apreciadas por paladares exigentes son el motivo de su captura. El sabor depende mucho de la localidad y riqueza del ecosistema donde se haga la extracción.
Presenta una conducta gregaria y aunque su alimentación se basa en algas, luches verdes, restos de algas en descomposición, no es extraño que se alimenten de cualquier cosa que puedan romper sus dientes.

## Beneficios del consumo

### Composición nutricional promedio
| 100 g            | Energía   | Sodio  | Proteínas | Grasas saturadas | Insaturados | Colesterol (HDL) | Lípidos |
| ---------------- | --------- | ------ | --------- | ---------------- | ----------- | ---------------- | ------- |
| Erizo rojo común | 123 kcal/ | 650 mg | 14 g      | 2,3 g            | 15.4 g      | 266 mg           | 5.1     |

Se ha encontrado que el consumo de lenguas de erizo combate el colesterol LDL, por ende la arterioesclerosis en el organismo, la diabetes y toda enfermedad relacionada con procesos oxidativos formativos de radicales libres.

## Parasitismo/simbiosis
Es habitual encontrar en el interior de erizos de mediano a gran tamaño, un cangrejo parasitario (Pinnotheridae) llamado pancoro o pancora, de tamaño no menor al hueco de la palma de la mano que es igualmente comestible (contiene elevadas cantidades de purinas equivalente en ácido úrico), este cangrejo parasita inmóvil dentro de una bolsa gestacional al interior y conectado al terminal entre el intestino y el ano del animal y se alimenta de los desechos excretables del erizo, cuando ya alcanzan la madurez pasan de ser de traslucidos a marrones amarillentos o pardos, incluso presentan motilidad en sus extremidades.

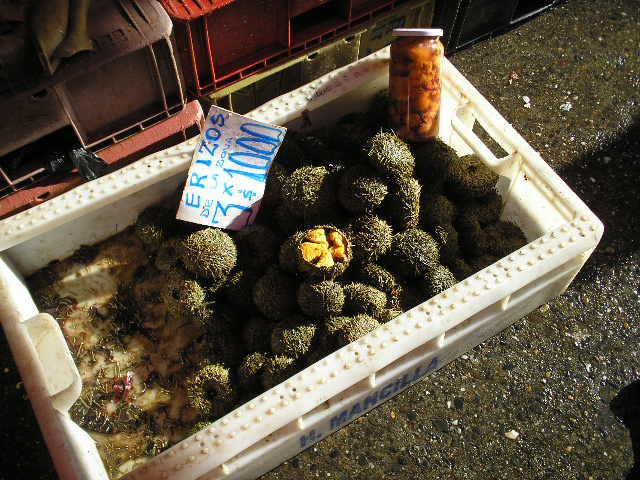
Erizos para la venta en la Feria fluvial, Valdivia.